# Temple protestant d'Arles
Le temple protestant d’Arles, dit La Rotonde d’Arles, est un lieu de culte protestant réformé situé 9 rue de la Rotonde à Arles, Bouches-du-Rhône. La paroisse est rattachée à l'Église protestante unie de France.

## Histoire
Le bâtiment, appelé initialement « Cercle de la Rotonde » est construit en 1790 par un club de nobles comme siège de leur association ; c'est la forme de la salle principale, circulaire avec un plafond en coupole surbaissée, qui donne le nom à cette construction. 
La Révolution lui est pratiquement fatale notamment en 1792, quand sur ordre de la Convention, les Marseillais venus secourir les « Monnaidiers »[Quoi ?] arlésiens saccagent les aménagements intérieurs. 
Vendu aux enchères en 1806, l’édifice est acquis par un particulier  qui en fait une salle de distractions (bals, concerts) et un lieu de réunions publiques. 
Une souscription internationale permet en 1860 à la communauté protestante arlésienne, de l’acheter pour le transformer en lieu de culte. Racheté ensuite, en 1923, par l'Union nationale des A.C.R.[Quoi ?] évangéliques, ce bâtiment dépend depuis 1938, d'abord de l’Église réformée de France, puis depuis 2013, de l'Église protestante unie de France.
Le temple fait l’objet d’une inscription au titre des monuments historiques depuis le 30 avril 1945.

## Description
Seule construction arlésienne importante de l'époque révolutionnaire, il fut édifié en 1790 par Loizon fils, de Nîmes, dans une filiation artistique inspirée des œuvres de l’architecte néoclassique palladien Claude-Nicolas Ledoux, auteur de la saline royale d'Arc-et-Senans et des Barrières de Paris. Une vaste salle circulaire à voûte plate appareillée, décorée d'une forte corniche soutenue par des paires de colonnes à fût cannelé et à chapiteau ionique, forme une rotonde qui constituait le lieu de réception, les salons particuliers et salles de jeu se trouvant à l'étage.

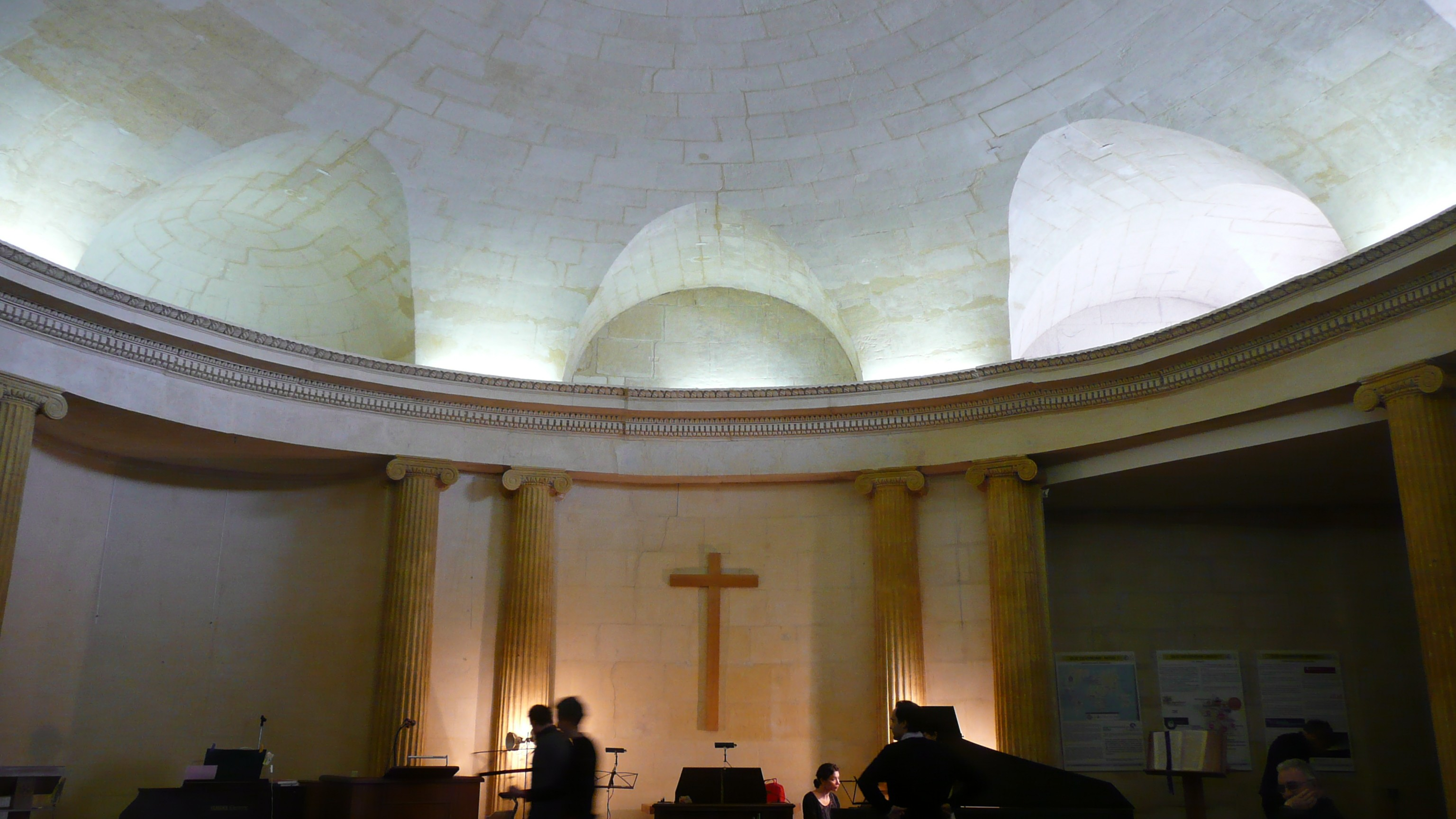
Côté est de la Rotonde.
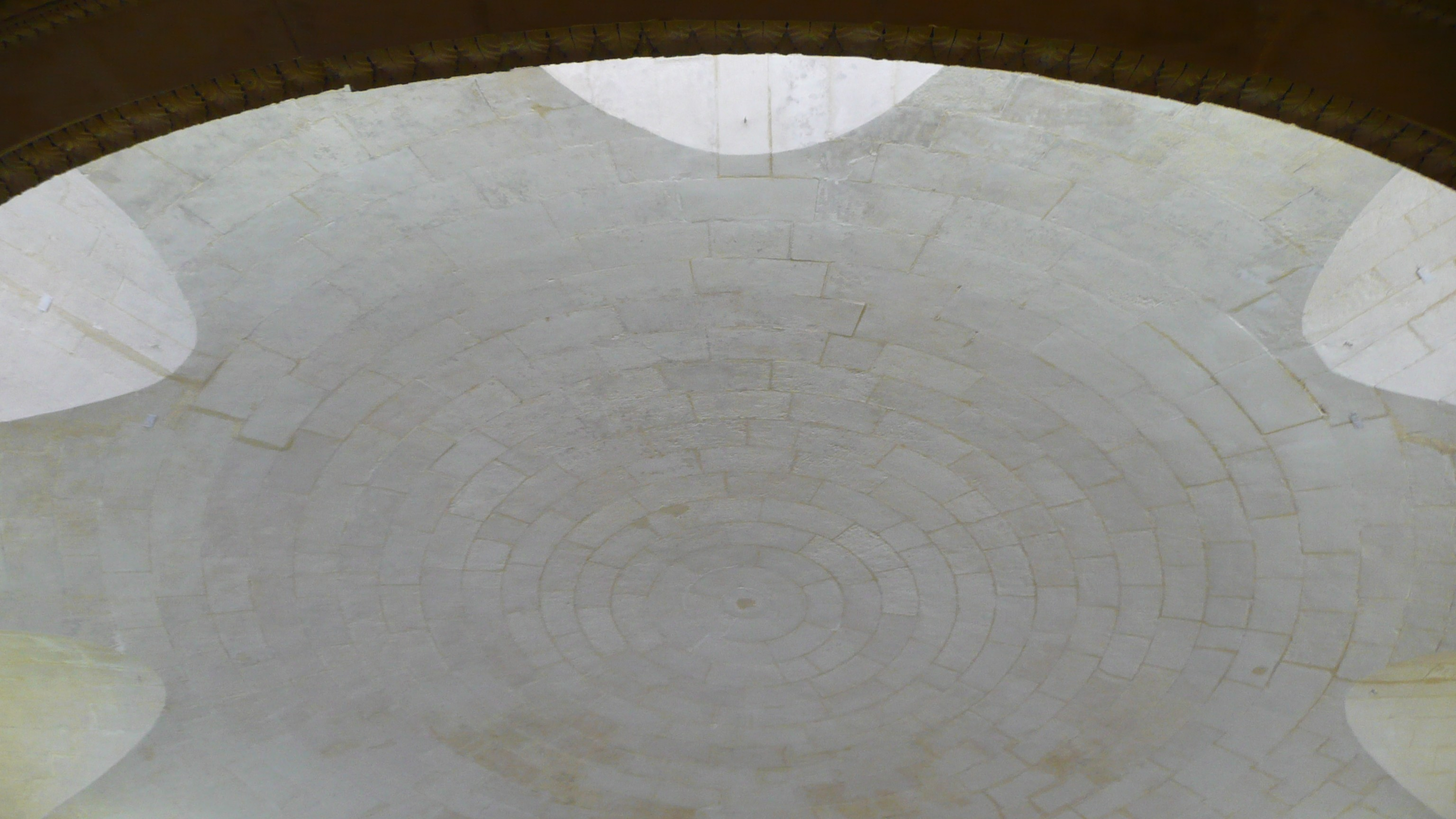
Voûte plate de la coupole.
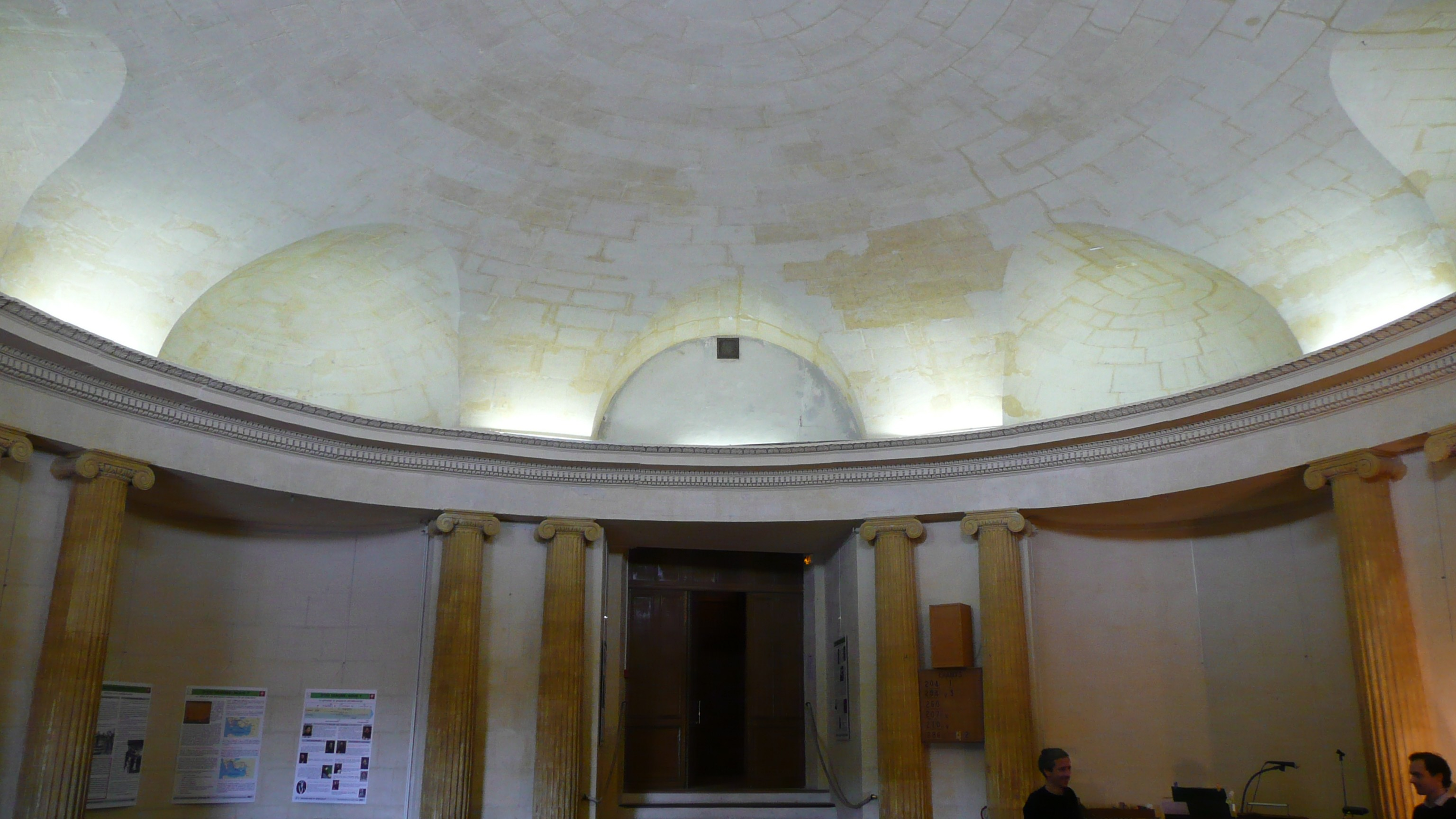
Côté nord de la Rotonde.

## Culte
Le temple remplit diverses missions. Si c’est avant tout une salle de culte permettant « le rassemblement de la communauté pour les cultes (dominicaux et autres), l'école biblique, le catéchisme,  la chorale [et] les réunions diverses », la Rotonde a également pour vocation d'accueillir d'autres communautés chrétiennes, d’abriter des manifestations de type culturel et d’être un lieu de mémoire de l'époque révolutionnaire lors des Journées européennes du patrimoine ou des visites organisées par la ville d'Arles.